# Самозвановка (деревня)
Самозвановка — деревня в Плавском районе Тульской области в составе Молочно-Дворского сельского поселения

## География
Деревня находится в юго-западной части Тульской области на расстоянии приблизительно 9 км на юг-юго-запад по прямой от города Плавск, административного центра района.

## История
В 1926 году здесь было учтено 35 дворов, в конце 1930-х годов — 35.

## Население
Постоянное население составляло 205 человек (1926 год), 12 (русские 100 %) в 2002 году, 15 в 2010.